# Contea di Hamilton (Illinois)
La contea di Hamilton ( in inglese Hamilton County ) è una contea dello Stato dell'Illinois, negli Stati Uniti. La popolazione al censimento del 2000 era di 8 621 abitanti. Il capoluogo di contea è McLeansboro.